# Принцип далекодії
Принцип далекодії (лат. actio in distans) — фізичний принцип класичної механіки, згідно з яким дія одного тіла на інше передається безпосередньо, без затрат часу і без будь-якого посередника.
Згідно з принципом далекодії, наприклад, сила гравітаційного притягання між тілами змінюється одразу ж, як лише змінюється відстань між тілами.
Теорія відносності заперечує принцип далекодії, встановлюючи граничну швидкість розповсюдження будь-якого сигналу — швидкість світла в порожнечі. Альтернативний принцип — принцип близькодії вимагає існування певного посередника для передачі дії від одного тіла до іншого. У випадку електромагнітної взаємодії такими посередниками є фотони, гравітаційної — гравітони тощо.